# Тыреть 1-я

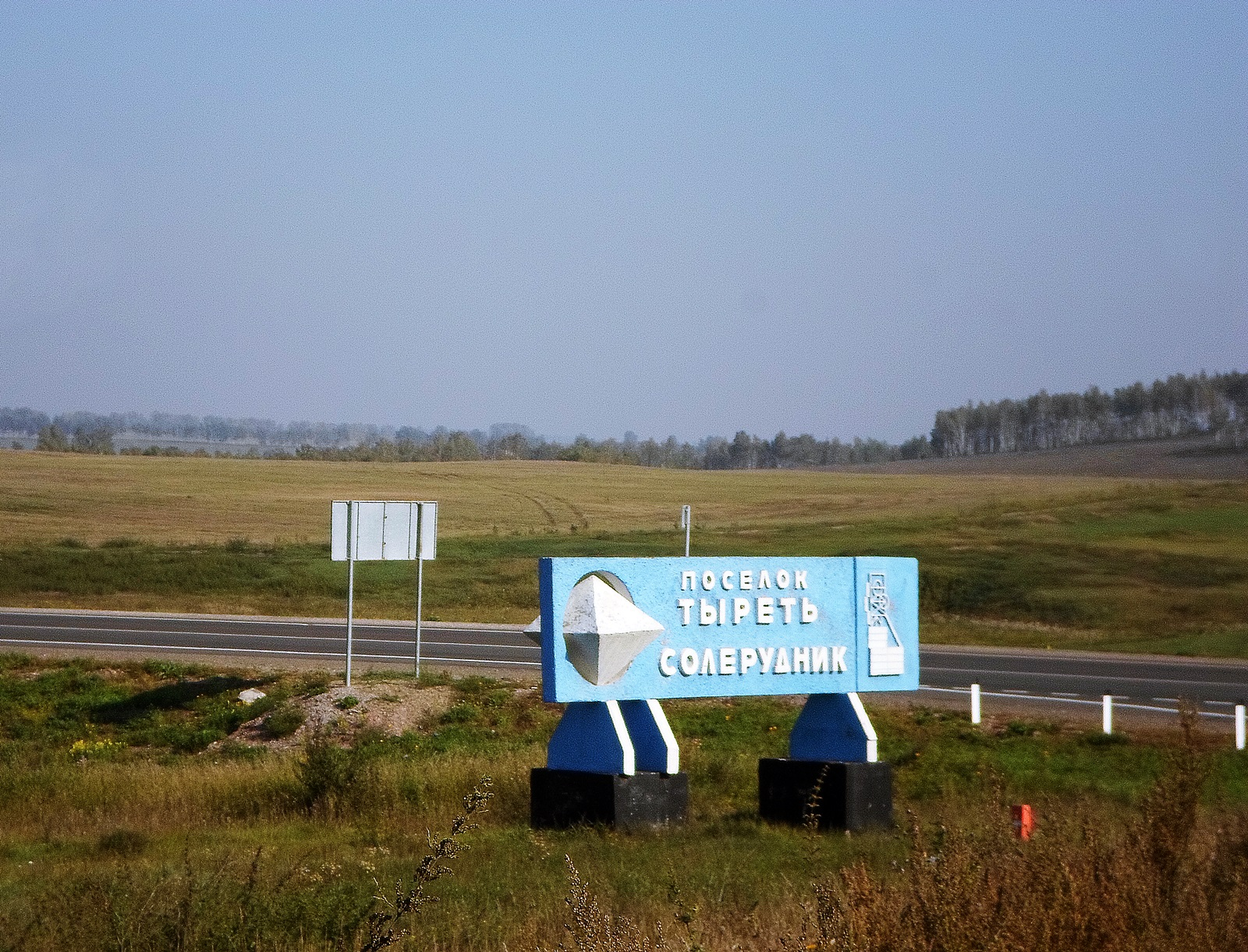
У поворота на посёлок с автомагистрали «Сибирь»

Тыре́ть 1-я (бур. Тэртэ) — рабочий посёлок в Заларинском районе Иркутской области. Административный центр Тыретского муниципального образования.
Железнодорожная станция Тыреть на Транссибирской магистрали.
Здесь расположен один из самых известных солерудников России, где добывают самые чистые и прозрачные кристаллы соли. Каменную соль крошат комбайнами и вывозят на поверхность для обработки. Метод добычи принципиально отличается от другого, когда соль добывают методом выпаривания. Длина выработок — несколько десятков километров. Глубина рудника — более 400 м.

## География
Посёлок расположен на левом берегу реки Унги выше впадения в неё речки Тыреть, в 21 км к северо-западу от районного центра, пгт Залари, в 3 км к западу от федеральной автомагистрали «Сибирь».

## История
По мнению М. Н. Мельхеева, название Тыреть происходит от бурятского рода тэртэ, перешедшего сюда в XVII веке из Тункинской долины, где также живут буряты этого рода, имеющего монгольское происхождение — они пришли в Тунку из Халхи в XVI веке.
В 1950 и 1956 годах работавшие в районе села Тыреть нефтеразведчики подняли с полукилометровой глубины керны чистейшей каменной соли. В начале 1960-х трест Востсибнефтегеология обнаружил 10 солевых пластов мощностью от 1,6 до 16,4 метра. По составу обнаруженная соль представляет собой NaCl без каких-либо химических примесей. Госкомиссия СССР по запасам признала промышленными пятый, седьмой и восьмой пласты: соли в них около 1,5 млрд тонн. При добыче 2 млн тонн в год этого хватит по меньшей мере на 700 лет.
В 1968 году Минпищепром СССР утвердил проектное задание на строительство Тыретского солерудника, и 19 марта 1969 года Совет Министров СССР издал соответствующее постановление. Строительство солерудника началось 4 июля 1969 года. Прокладка главного и вспомогательного стволов шахты началась в 1976 году. Строители столкнулись с серьёзными гидрогеологическими трудностями — грунт приходилось замораживать, чтобы шахту не заливало водой. К 1982 году закончилось строительство вспомогательного ствола глубиной 565 метров, а к 1985-му — главного, глубиной 621 метр. (Для сравнения: высота Останкинской телебашни — 540 метров). Был вскрыт самый мощный, 5-й пласт, толщиной 16 метров.
В марте 1993 года в результате разлива нефти после аварии на магистральном нефтепроводе Омск — Ангарск подземные воды в посёлке стали практически непригодными для питья, хотя и ранее вода была плохой из-за высокой жёсткости и большого содержания железа. Сейчас воду в посёлок привозят из реки Оки и затем разносят по домам вёдрами. Решить проблему призван водовод «Тагна — Тыреть — Залари» — его строительство запланировано уже давно, но так и не начато.

## Население
| 2002  | 2009  | 2010  | 2011  | 2012  | 2013  | 2014  |
| ----- | ----- | ----- | ----- | ----- | ----- | ----- |
| 4191  | ↗4382 | ↘3855 | ↘3843 | ↗3882 | ↗3885 | ↘3878 |
| 2015  | 2016  | 2017  | 2021  |       |       |       |
| ↘3868 | ↗3870 | ↗3944 | ↘3564 |       |       |       |

## Люди, связанные с посёлком
- В Тырети родился известный журналист, почетный гражданин Иркутска Геннадий Михайлович Бутаков (Занимательная топонимика Геннадия Бутакова).